# Echeveria whitei
Echeveria whitei är en fetbladsväxtart som beskrevs av Joseph Nelson Rose. Echeveria whitei ingår i släktet Echeveria och familjen fetbladsväxter. Inga underarter finns listade i Catalogue of Life.